# Jeffersonville, Indiana
Jeffersonville är en stad (city) i Clark County, i delstaten Indiana, USA. Enligt United States Census Bureau har staden en folkmängd på 45 497 invånare (2011) och en landarea på 88,2 km². Jeffersonville är huvudort i Clark County.